# Hydrophorus hydrophylax
Hydrophorus hydrophylax är en tvåvingeart som beskrevs av Octave Parent 1939. Hydrophorus hydrophylax ingår i släktet Hydrophorus och familjen styltflugor.
Artens utbredningsområde är Namibia. Inga underarter finns listade i Catalogue of Life.